# Pot kadila
Trgovska pot kadila ali antična Pot kadila je sestavljena iz mreže pomembnih starodavnih kopenskih in morskih trgovskih poti, ki povezujejo Sredozemski svet z vzhodnimi in južnimi viri kadila, začimb in drugih luksuznih dobrin, ki se razteza sredozemskih pristanišč čez Levant in Egipt skozi severovzhodno Afriko in Arabijo v Indijo in drugod. Trgovske dežele kadila iz Južne Arabije v Sredozemlje so cvetele med približno 7. st. pr. n. št. do 2. st. n. št. Pot kadila je služila kot kanal za blagovno menjavo tako arabskega kadila kot mire. Indijske začimbe, dragi kamni, biseri, ebenovina, svila in fini tekstil  in redek les, perje, živalske kože in zlato iz Afriškega roga so bili prav tako predmet trgovanja na Poti kadila.

## Zgodovina
Egipčani so trgovali ob Rdečem morju, uvažali začimbe, zlato in eksotični les iz dežele Punt in Arabije. Indijsko blago je bilo naloženo na arabskih in indijskih ladjah v Adnu. Rawlinson razvija razpravo o "ladjah Taršíša" kot Tyrianskem voznem parku, opremljenem pri Ezion-Geber, ki so opravile več trgovskih potovanj na vzhod in prinašale nazaj zlato, srebro, slonovino in drage kamne. To blago je bilo pretovorjeno v pristanišču Ofir (hebrejsko: אוֹפִיר, modern Ofir, tiberijsko ʼÔp̄îr), mestu omenjenem v Svetem pismu.
Po enem od zgodovinarjev:
| “ | V antičnem obdobju se zdi, da sta bila južna Arabija in Afriški rog glavna dobavitelja kadila, medtem ko je v modernih časih trgovsko središče preselilo v Aden in Oman. Zgodnja obredna besedila iz Egipta kažejo, da je bilo kadilo kupljeno od trgovcev ob zgornjem Nilu, najbolj spektakularen dokaz te trgovine so freske iz okoli 1500 pred našim štetjem na stenah templja v Tebah, ki kažejo potovanje ladjevja, ki ga je kraljica Egipta poslala v deželo Punt. Pet ladij je upodobljeno v teh reliefih, z visoko nakopičenim zakladom in ena od njih prikazuje enaintrideset malih dreves kadila v kadeh na ladji. Periplus Maris Erythraei in drugi grški teksti se nanašajo na več obalnih mest v Somaliji, južni Arabiji in Indiji, ki se ukvarjajo s trgovino s kadilom, miro, kitajskim cimetom, bdellium (smola drevesa Commiphora wightii in Commiphora africana) in vrsto drugih smol označenih kot duaka, kankamon in mok rotu. | ” |

## Potek
Med pomembnimi trgovskimi točkami Poti kadila od Perzijskega zaliva do Sredozemskega morja je bila Gera v Perzijskem zalivu, o kateri zgodovinar Strabon poroča, da so jo ustanovili babilonski izgnanci kot kaldejsko kolonijo. Gera je imela vpliv nad trgovskimi potmi čez Arabijo do Sredozemlja in je nadzorovala trgovino aromatov v Babilon v 1. stoletju pred našim štetjem. Gera je bilo eno od pomembnih vstopnih pristanišč za blago, odpremljeno iz Indije. 
Zaradi svoje vidne vloge v trgovini s kadilom, je Jemen pritegnil koloniste iz rodovitnega polmeseca. Drevesa za kadilo in miro so bila ključnega pomena za gospodarstvo Jemna in bila priznana kot vir bogastva tedanjih vladarjev. 
Asirski dokumenti kažejo, da Tiglat-Pileser III. napredoval skozi  Fenicijo v Gazo. Gaza je bila sčasoma uničena in vladarji Gaze so pobegnili v Egipt, kasneje pa še naprej delovali kot vazali. Motiv za napad je bil pridobiti nadzor nad južno arabsko trgovino s kadilom na kateri je cvetela regija.
I.E.S. Edwards povezuje sirsko-efraimitsko vojno z željo Izraelitov in Aramejcev za nadzor severnega dela Poti kadila, ki je potekala iz južne Arabije in jo je bilo mogoče izkoristiti z zahtevo po regiji Transjordaniji. Arheološki napisi prav tako govorijo o plenu najdenem iz deželi mu-u-na-aa, morda Meunites omenjena v Stari zavezi. Nekateri strokovnjaki prepoznajo to skupino kot Minejci iz Južne Arabije, ki je bila vpletena v trgovino s kadilom in zasedala severna oporišča na Poti kadila. 
Aromate iz Dofarja in luksuzno blago iz Indije so kupovali bogataši kraljestev Arabije. Aromati iz Dofarja so bili poslani iz naravnega pristanišča Khor Rori proti zahodni negostoljubni južni arabski obali. Karavane so tovorile te izdelke na sever v Šabvo in od tam naprej do kraljestev Kataban, Saba, Ma'in, Palestine do Gaze. Lastniki vodnjakov in drugih objektov so zaračunavali cestnine in druge stroške.

## Grško-rimski obvoz poti
Nabatejci so zasegli Petro, ki je stala na pol poti med Akabskim zalivom in Mrtvim morjem na točki, kjer je Pot kadila od Arabije do Damaska prečkala kopno pot od Petra do Gaze. Ta položaj je Nabatejcem omogočal nadzor nad trgovino vzdolž Poti kadila. Da bi odvzeli nadzor Poti kadila Nabatejcem, je bila izvedena grška vojaška ekspedicija pod vodstvom Antigonus Cyclops, enega Aleksandrovih generalov, a neuspešna. Nabatejci so nadzor nad trgovino povečali in razširili na zahod in sever. Zamenjava Grčije z Rimskim cesarstvom kot skrbnikom sredozemskega bazena, je privedla do nadaljevanja neposredne trgovine z vzhodom.  Po mnenju zgodovinarja "Južni Arabci so v znak protesta napadli več rimskih ladij v Adenskem zalivu. V odgovor, so Rimljani uničili Aden in favorizirali zahodno abesinsko obalo Rdečega morja." Monopol indijskih in arabskih posrednikov je bil oslabljen z razvojem trgovine, ko so Grki odkrili neposredno pot do Indije (Hippalus) in prisilili Parte in arabske posrednike, da prilagodijo svoje cene tako, da so tekmovali na rimskem trgu z blagom zdaj kupljenim neposredno po morski poti v Indijo. Indijske ladje so plule v Egipt kot pomorski poti Južne Azije, kjer niso bili pod nadzorom ene moči. 
Po enem od zgodovinarjev:
Trgovina z Arabijo in Indijo s kadilom in začimbami je postala vse bolj pomembna in Grki so prvič začeli neposredno trgovanje z Indijo. Odkritje, ali ponovno odkritje morske poti v Indijo pripisujejo nekemu grškemu pomorščaku Eudoxosu, ki je bil poslan v ta namen proti koncu vladavine Ptolemejcev Euergetesa II. (umrl 116 pred našim štetjem). Eudoxos je opravil dve potovanji v Indijo in kasneje, ko se je sprl s svojimi ptolomejskimi delodajalci, propadel v neuspešnem poskusu, da bi odprl alternativno morsko pot do Indije, brez ptolemajskega nadzora, ko je plul okoli Afrike. Vzpostavitev neposrednih stikov med Egiptom in Indijo je verjetno v tem obdobju omogočilo oslabitev arabske moči. Sabsko kraljestvo JZ Arabije je propadlo, nastalo je Himjarsko kraljestvo okoli 115 pred našim štetjem. Uvoz cimeta in drugih vzhodnih začimb, kot je poper, v Egipt se je občutno povečal, čeprav je trgovina v Indijskem oceanu ostala za trenutek v precej manjšem obsegu (ne več kot dvajset egiptovskih ladij vsako leto poseže izven Rdečega morja).
Rimska trgovina z Indijo se je večala in po pisanju Strabona (II.5.12.):
V vsakem primeru, ko je bil Gallus prefekt Egipta, sem ga spremljal in zasedel Nil tako kot Sjene in meje Etiopije in se naučil, da je več kot sto dvajset plovil plulo iz Myos Hormosa (8 km od današnjega Al-Qusayr) v Indijo, medtem ko je bilo prej pod Ptolomajci le zelo malo opravljenih potovanj in prometa z indijskim blagom.

## Zamiranje
Po enem od zgodovinarjev:
Tretje stoletje se zdi, da je pomemben čas v zgodovini trgovine s kadilom v Arabiji. Med politično in gospodarsko krizo tega stoletja se je narava trgovine dramatično spremenila. Velik del te trgovine je zastal zaradi slabih gospodarskih razmer v tretjem stoletju, vendar pa, ko so se pod tetrarhijo gospodarske razmere znova izboljšale, se je veliko stvari spremenilo. V tem času se zdi, da zdaj trgovina poteka skozi Palmyra ter Aila in ne več skozi egiptovska pristanišča ob Rdečen morju
Ob koncu šestega stoletja sveti Izidor Seviljski številne aromate še vedno uvaža v vizigotsko Španijo. Od aromatičnimi dreves (de arboris aromaticis) Izidor našteva v svoji enciklopediji miro, poper, cimet, amomum in kitajski cimet; od aromatičnih zelišč (de herbis aromaticis) pa narda, žafran, kardamom, ki so prispeli prek trgovskih poti, drugo na voljo v Španiji je bilo še: timijan, aloa, vrtnica, vijolica, lilija, encijan, pelin, janež in drugi. 
Zaradi upada trgovine s kadilom se je Jemen preusmeril v izvoz kave prek pristanišča al-Mukhā ob Rdečem morju. [22
Po rimsko-perzijskih vojnah, so območja pod rimskim Bizantinskim cesarstvom zasedli Sasanidi pod Kosrovom I.. Arabci, ki jih je vodil 'Amr ibn al-'As, so prestopili k Egiptu  pozno leta 639 ali v začetku 640.
To je zaznamovalo začetek islamske osvojitve Egipta in padca pristanišč, kot je bila Aleksandrija, ki so se uporabljala za zavarovanje trgovine z Indijo v grško rimskem svetu od ptolemajske dinastije dalje.
Nazadnje so v 15. stoletju Turki osvojili Konstantinopel, kar označuje začetek turškega nadzora nad najbolj neposrednimi trgovskimi potmi med Evropo in Azijo. 

## Današnji status
Unescov odbor za svetovno dediščino je na srečanju 27. novembra 2000 v Cairnsu, v Avstraliji potrdil status svetovne kulturne dediščine Poti kadila v Omanu.  Uradna obrazložitev pravi:
Drevo za kadilo iz Vadi Davkah in ostanki karavanske oaze Šisr / Vubar in odvisnih pristanišča Kor Rori in Al-Balid živo ponazarjajo trgovino s kadilom, ki je cvetela v tej regiji več stoletij, kot enega izmed najpomembnejših trgovinskih dejavnosti antičnega in srednjeveškega sveta.
Odbor za svetovno dediščino, ki ga je vodil Themba Wakashe je zapisal Pot kadila - Puščavska mesta v Negevu na seznam svetovne dediščine Unesca 15. julija 2005.  Uradni opis se glasi:
Štiri nabatejska mesta Haluza, Mamšit, Avdat in Šivta, skupaj s pripadajočimi trdnjavami in kmetijsko krajino v puščavi Negev, se širijo ob poti, ki jih povezuje s Sredozemskim koncem Poti kadila in začimb. Skupaj odražajo zelo donosno trgovino s kadilom in miro iz Južne Arabije v Sredozemlje, ki je cvetela od 3. stoletja pred našim štetjem do 2. stoletja našega štetja s sledovi njihovih zapletenih namakalnih sistemov, urbanih mest, utrdb in karavanserajev, ki pričajo o načinu s katerim je bila kruta puščava ukročena za trgovino in kmetijstvo.